# Apeadeiro de Terrapleno
O Apeadeiro de Terrapleno foi uma gare ferroviária do Ramal do Seixal, situada na cidade do Barreiro, em Portugal.

## História
O Ramal do Seixal entrou ao serviço em 29 de Julho de 1923, unindo o Lavradio ao Seixal; este ramal foi oficialmente desclassificado em 27 de Março de 1969.